# Uechi-ryū

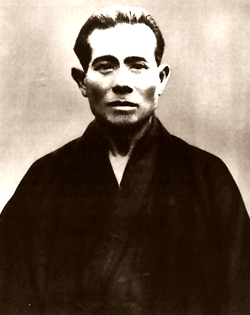
Kanbun Uechi, fondatore del Karate Uechi-ryū

Lo Uechi-ryū (上地流?, Uechi-ryū) ("stile di Uechi") è uno stile tradizionale di karate okinawense di matrice prettamente cinese. Fu per la prima volta introdotto ad Okinawa da Kanbun Uechi, il quale vi fece ritorno dopo un soggiorno in Cina durato più di dieci anni. Kanbun aveva lasciato Okinawa nel 1897, recandosi a Fuzhou nella provincia del Fujian (regione nota per gli stili di lotta della Gru Bianca, in cui si formò anche Kanryo Higaonna) per sottrarsi alla circoscrizione militare obbligatoria che all'epoca imponeva ai giovani di prestare servizio nell'esercito giapponese. In Cina, Kanbun ebbe modo di studiare la boxe cinese sotto la guida di Shu Shi Wa, esperto conoscitore di una disciplina nota col nome di Pangai-noon (traducibile come "duro/morbido").
I Kata praticati nello Uechi-ryū sono otto. Tre sono quelli originariamente appresi da Kanbun durante il suo soggiorno presso Shu Shi Wa: Sanchin, Seisan e Sanseiryu; i cinque restanti invece, furono elaborati da suo figlio Kanei Uechi e dai suoi studenti dopo la seconda guerra mondiale. Kata principale, considerato la chiave di volta dell'intero stile è il Sanchin (traducibile come "tre conflitti"). Attraverso la pratica di questo esercizio isometrico che può a tutti gli effetti dirsi propedeutico alla pratica del Karate Uechi-ryū, si apprende la respirazione basilare dello stile e con la dovuta durezza/morbidezza il corpo del praticante si plasma, i muscoli si tonificano e la struttura ossea si consolida.

## Armi
Sebbene il Karate Uechi-ryū non preveda l'uso di armi, molti maestri di Okinawa affiancano alla pratica del Karate quella del Kobudo, disciplina che prevede, contrariamente alla prima, l'impiego di un vasto arsenale di armi tradizionali, tra le quali figurano ad esempio: Bō, Nunchaku, Sai, Kama e Tonfa.

## Kata
I Kata dello stile Uechi Ryu sono:
1. Sanchin
2. Kanshiwa
3. Kanshu
4. Seichin
5. Seisan
6. Seirui
7. Kanchin (anche conosciuto come Konchin)
8. Sanseiryu (anche conosciuto come Sanseirui o Sandairui)